# 惡魔獵人系列
惡魔獵人系列（簡稱DMC）是神谷英樹主创，日本游戏公司卡普空制作和发行的第三人称砍杀类动作游戏系列，主要围绕主角但丁为了替死去的母亲报仇而踏上消灭恶魔之路的故事展开，游戏以流畅的操作、华丽的连招以及独树一帜的风格为特色。2001年系列首作于在索尼PlayStation 2上发售，此后系列作品陆续登陆Windows，多款家用主机，手机以及Steam。最新的正统续作《惡魔獵人5》于E3 2018展会上正式公布，於2019年3月8日发售。除了游戏外，系列还衍生出了漫画、动画和小说，使背景及故事更完整。

## 概要
游戏名称“Devil May Cry”意为“恶魔可能會哭泣”，系列原本命名为「Devil May Care」，因为一部同名电影的存在而改为现名。游戏中除了战斗外还有些许解謎和探险元素。游戏系列都拥有一个评分系统，从最低的D到最高的S或SSS，每个关卡都会给出评分，流程结束后系统会综合每个分数给出最终的总评价，玩家需要用连贯以及交替不同的攻击方式并躲避攻击才能获得高分。游戏破关对大部分玩家来说不难，但想得到高评价需要付出一些努力。

## 起源
鬼泣系列的首部作品靈感來自卡普空另一个有名的系列—《生化危机》。负责人三上真司要求神谷英樹使用新的3D人物模組，且其他開發人員認為游戏還有更大的進步空間，结果开发出的半成品偏离了生化危机原本的风格，恐怖感下降而风格更酷。三上说服了卡普空上层让作品继续开发，但游戏必须换一个标题脱离原本的生化危机系列，最终的成品便是题材从科幻变为魔幻的《鬼泣》。虽然变成了一个全新的作品，但首作中仍然有着生化危机的影子：最顯而易見的就是遊戲中的開門音效为以往生化危機系列的音效，而出場的敵人也有着生化危機的風格。

## 游戏
| 2001 | 惡魔獵人        |
| 2002 |                 |
| 2003 | 惡魔獵人2       |
| 2004 |                 |
| 2005 | 惡魔獵人3       |
| 2006 |                 |
| 2007 |                 |
| 2008 | 惡魔獵人4       |
| 2009 |                 |
| 2010 |                 |
| 2011 |                 |
| 2012 | 鬼泣 高畫質合集 |
| 2013 | DmC：惡魔獵人   |
| 2014 |                 |
| 2015 |                 |
| 2016 |                 |
| 2017 |                 |
| 2018 |                 |
| 2019 | 惡魔獵人5       |

### 正统作品
- 惡魔獵人（PS2独占，2001年8月23日发售，全球销量约216万套[3]）
- 惡魔獵人2（PS2独占，2003年1月30日发售，全球销量约170万套[3]）
- 惡魔獵人3（PS2独占，2005年2月17日发售，全球销量约130万套[3]）
- 鬼泣3特別版（PS2、Windows，2006年2月23日发售，全球销量约100万套[3]）
- 惡魔獵人4（PS3、Xbox 360、Windows，2008年1月31日发售，与SE版合计全球销量约300万套[3]）
- 鬼泣高畫質合集（PS3、Xbox 360，2012年3月22日发售）
- 鬼泣4特別版（PS4、Xbox One、Steam，2015年6月18日发售）
- 鬼泣高畫質合集（PS4、Xbox One、Steam，2018年3月15日發售，由泥巴娛樂負責重製版開發[4]）
- 惡魔獵人5（PS4、Xbox One、Steam，2019年3月8日发售）
- 鬼泣三重包（Switch，2020年2月20日发售）
- 鬼泣5特別版（PS5，2020年11月12日发售。Xbox Series X/S，2020年11月10日发售）

### 外传作品
- DmC：惡魔獵人（PS3、Xbox 360、Steam，2013年1月17日发售，全球销量约220万套[3]）
- DmC：惡魔獵人 決定版（PS4、Xbox One，2015年3月10日发售）

卡普空在2008年发布系列正统续作鬼泣4后在2010年的東京電玩展上公布了《DmC：鬼泣》。这部作品由英国工作室忍者理論开发，是系列中第一个不是由卡普空开发的作品。主角造型和任务设定发生了巨大的改变，而故事则发生一个平行世界，与正统世界的背景世界无关。主角是一名叫做但丁（Dante）的青年，年龄接近《鬼泣3》中但丁的设定，他手持雙槍“黑檀”与“象牙”（Ebony & Ivory）和大劍“叛逆”（Rebellion）來獵殺惡魔。 
2015年发售的Definitive Edition版本整合了DLC、加强了画质与帧率的表现、新增Turbo模式、调整游戏平衡性以及添加了手动目标锁定功能。 
由于《DmC：鬼泣》与鬼泣系列以往的正统作品有巨大变化且卡普空声称是该作是鬼泣系列的重启作品，因此不被一些系列以往作品的玩家认可，即使游戏媒体IGN打出8.9分的高分，最终销量几乎只有《鬼泣4》的一半。该作发布后，卡普空便接连制作了以往续作的高清重置版，直到2018年公布、2019年发售的正统续作《鬼泣5》出现，《DmC：鬼泣》彻底变成了外传性质的作品。

### 手机游戏
- 鬼泣

与正统续作《鬼泣3》基本相同。
- 鬼泣

但丁×维吉尔
- 鬼泣4 Refrain（iOS，2011年2月4日发售[6]）

与正统续作《鬼泣4》基本相同。
- 鬼泣 Deadshot[來源請求]

鬼泣世界观的射击游戏。
- Quiz 鬼泣[來源請求]

鬼泣世界观的智力问答游戏。
- 鬼泣 Reversi[來源請求]

鬼泣世界观的黑白棋游戏。

### 授权作品
- 鬼泣 - 巅峰之战[7]

卡普空授权中国开发商云畅游戏开发的动作类手机网游，使用Unity 3D制作，原定2018年11月公测，現推移到2021年6月11公測。

## 角色
主要角色有但丁、维吉尔、尼禄、翠丝、蕾蒂、V、斯巴达、伊娃等。

## 衍生

### 電視動畫
日本动画制作公司MADHOUSE制作，板垣伸担任动画导演，共12话。2007年6月至9月间在日本卫星电视台WOWOW播出，播出时间是日本时间每周四23:00-23:30。

### 小說
均由角川Sneaker文库出版。

#### DMC1
2002年4月27日发售，初定价600日元。后池田真也著，三轮士郎担任插画设计，卡普空品控。讲述游戏首作前，即但丁还未开设Devil May Cry便利屋前，化名为"Tony"作為傭兵工作的故事。

#### DMC2
2003年11月29日发售，初定价580日元。后池田真也著，瑚澄游智担任插画设计，卡普空品控。主要讲述游戏《鬼泣2》前的故事，有一小部分《鬼泣2》相关的描写。

#### DMC4
森橋賓果（森橋ビンゴ）著，THORES柴本担任插画设计，安井健太郎协助剧本创作，卡普空品控。
副标题为Deadly Fortune。与小说版鬼泣的前三本不同，《DMC4》是游戏剧本的文字改编版，游戏的视听效果与文字的描绘力相辅相成，使得《鬼泣4》的故事十分完善，此外还补充了游戏未交代的角色的性格和出身。
《DMC4》分两卷出版，初定价皆为617日元，上卷2009年4月1日发售，下卷2009年7月1日发售。

### 漫画

#### DMC3
讲述了发生在游戏《鬼泣3》前的官方原创故事。茶屋町胜吕创作，卡普空品控，Media Factory刊行。单行本共两卷，第一卷发售于2005年2月28日，第二卷为2005年年7月31日。原计划出版三卷，但第三卷最终没有面世。但丁和维吉尔分別担任了两卷的主人公，补充了游戏中没能提及的两人间的关系。但丁在漫画卷尾的《鬼泣3》设定资料中称他的父亲斯巴达“冷酷的恶魔”（冷酷な悪魔）。

## 反响
| 游戏                   | Metacritic              |
| ---------------------- | ----------------------- |
| 惡魔獵人               | PS2：94                 |
| 惡魔獵人2              | PS2：68                 |
| 惡魔獵人3              | PS2：84                 |
| 惡魔獵人3:特别版       | PS2：87 PC：66          |
| 惡魔獵人4              | PS3：84 X360：84 PC：78 |
| 惡魔獵人HD合集         | X360：77 PS3：74        |
| DmC:惡魔獵人           | X360：86 PS3：85 PC：85 |
| DmC:惡魔獵人最终决定版 | XONE：86 PS4：83        |
| 惡魔獵人4：特别版      | XONE：76 PS4：75 PC：72 |

鬼泣系列在全球销量超出900萬份， 成为卡普空“白金大作”（游戏的销量超过100万），鬼泣4成为了运营的最热销的游戏，在2015年6月30日销量达到了300万套。
鬼泣系列获得整体好评。在2010年，在IGN100大PlayStation 2的游戏中鬼泣居于42位，鬼泣3居于18位。鬼泣被人称为一个“极限战斗”的动作类游戏分支的始祖。这种游戏专注于强大的英雄用固定格式的动作与成群的敌人战斗。这款游戏也被称为第一款“成功地捕捉了到了许多2D经典游戏，有着残酷无情且自由洒脱的游戏风格的游戏”。该系列已经成为衡量其他3D砍杀游戏与动作挥砍类游戏的标准，并以包括《战神》、《混沌军团》、《多罗罗》在内的游戏进行比较。
但丁的自信与无畏的精神受到广泛的欢迎。他被评选为第七次GameCrush的“最坏电子游戏角色名单”中的第七名，在ScrewAttack中“十大最酷视频游戏角色”第三名。鬼泣系列受到欢迎致使Kaiyodo生产了一系列有关鬼泣人物的手办。日本海洋堂株式会社为鬼泣2与鬼泣3的但丁制作的相似系列的手办。

## 外部連結
- 鬼泣系列官方网站 （页面存档备份，存于）